# Stadt Dresden (Schiff, 1838)
Der Seitenraddampfer Stadt Dresden wurde 1837 in der Maschinenbauanstalt Übigau gebaut und kam vorwiegend auf der Strecke Dresden–Hamburg zum Einsatz.

## Stadt Dresden (1837/1838)
Das Schiff wurde 1837 auf einer Wiese in Übigau bei Dresden aus Holz gebaut. Konstrukteur war der Schiffsingenieur Ernst Möhring. Im Herbst 1837 erfolgte die Überführung nach Berlin zur Maschinenfabrik des Fabrikanten Franz Anton Egells. Hier erfolgte der Einbau des Dampfkessels und der Dampfmaschine. Der Endausbau erfolgte in Magdeburg in der am Packhof liegenden Werft der Magdeburger Dampfschiffahrts-Compagnie. Am 17. August traf das Schiff in Dresden ein. Nach dem Aufbau eines Verdecks kam das Schiff im Herbst 1838 in Fahrt. Es sollte vor allem als Fracht- und Schleppschiff eingesetzt werden. 
Auf seiner ersten Fahrt am 30. Oktober 1838 sollte die Stadt Dresden auswandernde Pietisten nach Hamburg bringen. Der niedrige Wasserstand der Elbe verhinderte die Fahrt.

## Die Zeit von 1839 bis 1844
Ab März 1839 wurde das Schiff zwischen Riesa und Dresden im Pendelverkehr bis zur vollständigen Fertigstellung der Bahnstrecke Leipzig–Dresden am 7. April 1839 eingesetzt. Das Schiff erreichte auf dieser Strecke eine Geschwindigkeit von 4,2 Knoten flussaufwärts und 9,5 Knoten flussabwärts.
1841 fasste die Gesellschaft den Beschluss, das aufgrund seines großen Tiefganges für die obere Elbe ungeeignete Schiff zu verkaufen. Die Alternative, eine leichtere Dampfmaschine wie bei den Schiffen Königin Maria und Prinz Albert in das Schiff einzubauen, lehnte man aus Kostengründen ab. Da das Schiff noch 1845 bei der Gesellschaft geführt wurde, muss man davon ausgehen, dass der Verkauf erst 1845/46 stattfand. 
Für den neuen Besitzer gibt es unterschiedliche Angaben. So soll es für 11.000 Taler an die Hamburger Firma Schaar & Clauss gegangen sein. Nach anderer Darstellung hat die Vereinigte Hamburg-Magdeburger Dampfschiffahrts-Compagnie das Schiff gekauft. Im Verhältnis zum Neupreis des Schiffes betrug der Verlust beim Verkauf 20.000 Taler.

## Die Dampfmaschine
Die Dampfmaschine war eine Zweizylinder-Niederdruck-Seitenbalancier-Dampfmaschine der Firma Franz Anton J. Egells Berlin. Die Leistung der Maschine lag bei 197 PS. Aufgrund des hohen Gewichtes dieser Maschine lag der Tiefgang des Schiffes bei 1,02 m. 